# Bugatti 18/3 Chiron
A Bugatti 18/3 Chiron egy újkori Bugatti tanulmányautó, a harmadik mely a Volkswagen-konszern égisze alatt készült. Az autó az 1999. októberi, Frankfurtban megrendezett autószalonon mutatkozott be. Nevét a 20-as, 30-as évek Bugatti versenyzőjéről, Louis Chiron-ról kapta.

## Története
A Volkswagen megvásárolta a Bugatti védjegyet és ezen a márkanéven kívánta létrehozni saját szupersportkocsiját. A Bugatti márkanév feltámasztására tett kísérlet első két terméke a kétajtós luxuskupé EB 118, és a négyajtós limuzin EB 218 voltak. (Az elnevezésben az „EB” a márka névadójára, Ettore Bugattira, a százas helyi értéken szereplő szám a prototípus sorszáma, a 18 pedig a 18 hengeres motorra utalnak.)
Az EB 218 bemutatója után a Volkswagen vezetősége úgy döntött, egy kétajtós luxussportkocsit építenek és egyszerre két prototípus fejlesztését indították meg. Az egyik a 18/3 Chiron – amelyet később elvetettek, illetve a valósággá vált 18/4-es sorszámmal ellátott Veyron, amelynek sorozatgyártását 16.4 Veyron néven indították el.